# Pozuelo de Alarcón (Gerichtsbezirk)
Der Gerichtsbezirk Pozuelo de Alarcón ist einer der 21 Gerichtsbezirke in der autonomen Gemeinschaft Madrid.
Der Bezirk umfasst die Gemeinde Pozuelo de Alarcón auf einer Fläche von 43,20 km² mit dem Hauptquartier in Pozuelo de Alarcón.